# Braniborské markrabství
Braniborské markrabství (německy Markgrafschaft Brandenburg), resp. Braniborská marka (německy Mark Brandenburg) bylo v letech 1157–1806 říšským knížectvím na severovýchodě Svaté říše římské. Na základě císařské Zlaté buly z roku 1356, jejímž autorem byl Karel IV., obdržel braniborský markrabě kurfiřttskou hodnost, čímž bylo Braniborsko někdy dodatečně nazýváno Braniborským kurfiřtstvím (německy Kurfürstentum Brandenburg či Kurbrandenburg) a stalo se předmětem zájmu nejvýznamnějších říšských rodů.
Po vymření hlavní větve původní askánské dynastie roku 1320 se marka stala jedním z mocenských bojišť mezi Wittelsbachy a Lucemburky, na Kostnickém koncilu roku 1415 se však nakonec markrabaty stali Hohenzollernové, straníci tehdejšího císaře Zikmunda. Tento rod vládl Braniborské marce až do jejího zániku.

## Historie

### Vznik

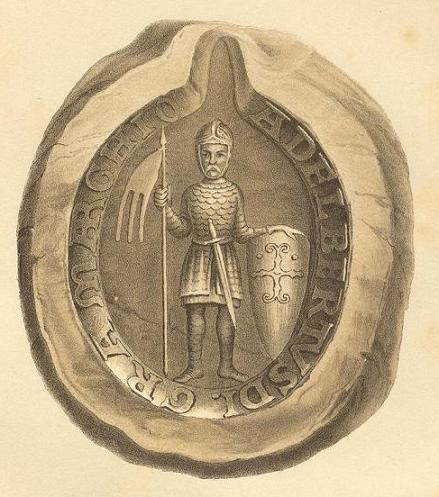
Pečeť Albrechta Medvěda

Území bylo v 9.–12. století předmětem bojů slovanských kmenů a Svaté říše římské. V průběhu 12. století se německým králům a císařům z Ottonské dynastie podařilo znovuzískat nad Slovany kontrolu, následné germanizaci se nicméně někteří Slované přizpůsobili a zachovali si svébytnost. Římskokatolická církev zde vytvořila biskupství, která spolu s opevněnými městy umožnila ochránit obyvatele měst před útoky.
V důsledku úspěšné německé křížové výpravy proti Polabským Slovanům udělil roku 1134 císař Lothar III. území Severní marky německému hraběti Albrechtu Medvědovi. Ten roku 1150 formálně zdědil po posledním havolanském knížeti Přibyslavovi havolanská území a město Braniboř.
Po rozdrcení vojsk Sprévanů, kteří v 50. letech 12. století Braniboř obsadili, se pak prohlásil vládcem nového Braniborského markrabství. Albrecht a jeho potomci z rodu Askánců pak toto území zkultivovali a zavedli zde křesťanství. Docházelo zde i ke sňatkům mezi německými a slovanskými obyvateli. Koupí původně polské Lubušské země roku 1252 pak začali Askánci získávat území východně od Odry, později známé jako Nová marka.

### Další osudy

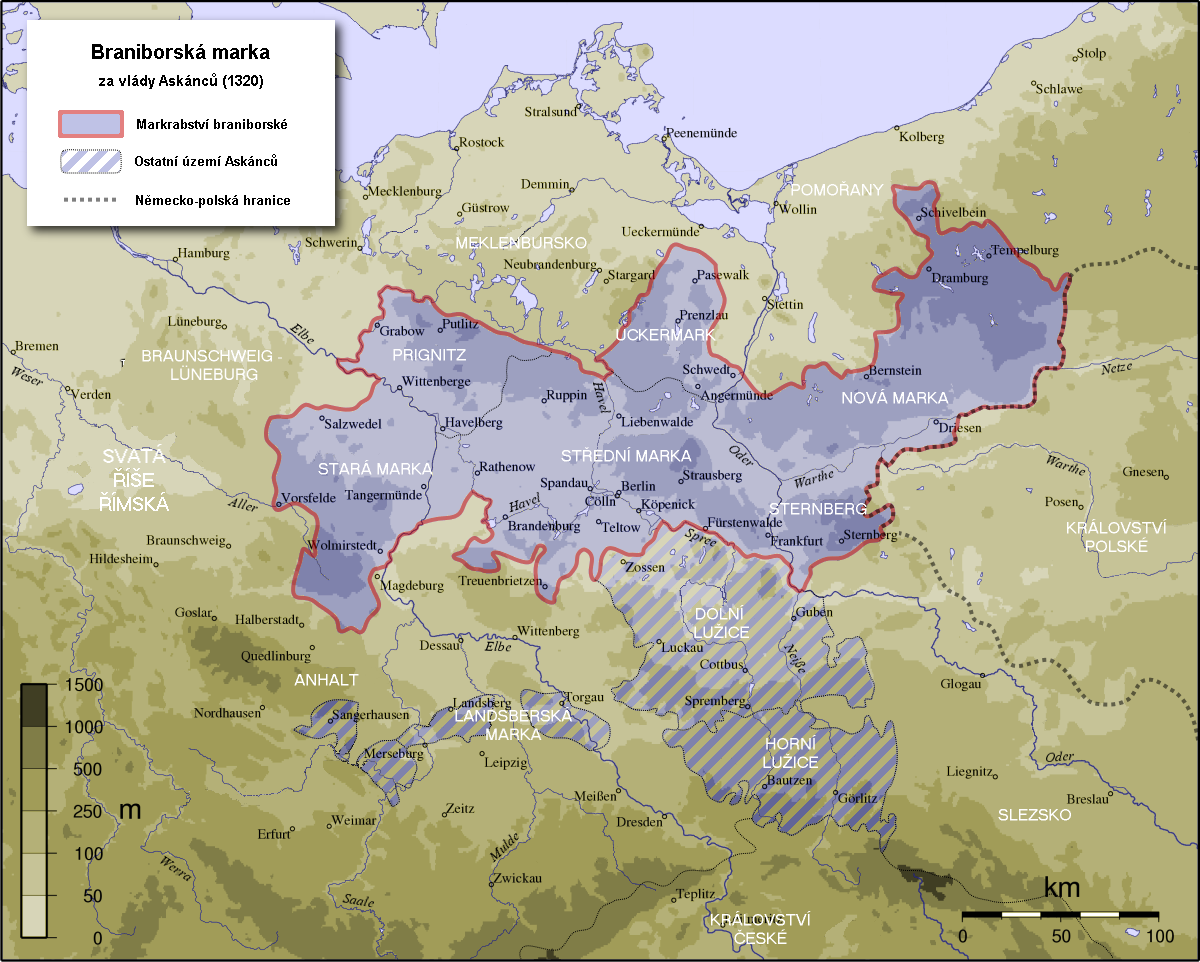
Braniborská marka před rokem 1320

Roku 1320 vymřela linie braniborských Askánců, a v letech 1323–1415 bylo Braniborsko pod vládou bavorských Wittelsbachů, po nichž následovali Lucemburkové. Za jejich vlády se z braniborských markrabat stali říšští kurfiřti. Císař Karel IV. přičlenil roku 1373 Braniborsko personální unií k soustátí České koruny, s nímž bylo volně spojeno do roku 1415, kdy je jeho syn císař Zikmund převedl jako říšské léno na Hohenzollerny a ti zde pak vládli až do roku 1918. Hohenzollernové učinili sídelním městem Berlín, tehdy už hospodářské středisko země.
Roku 1618 se markrabství stalo součástí státního celku Braniborsko-Prusko. Po rozpadu Říše roku 1806 byla na jeho území zřízena roku 1815 Braniborská provincie Pruského království.
Dnes je jeho někdejší území rozděleno mezi Německo (většina území) a Polsko. Většina německé části je součástí spolkové země Braniborsko, ale významná část území (Stará marka) je součástí spolkové země Sasko-Anhaltsko. Okrajové oblasti (malá část Prignitze a Ukerské marky) jsou součástí spolkové země Meklenbursko-Přední Pomořansko. Historickou součástí je i Berlín.